# STS–118

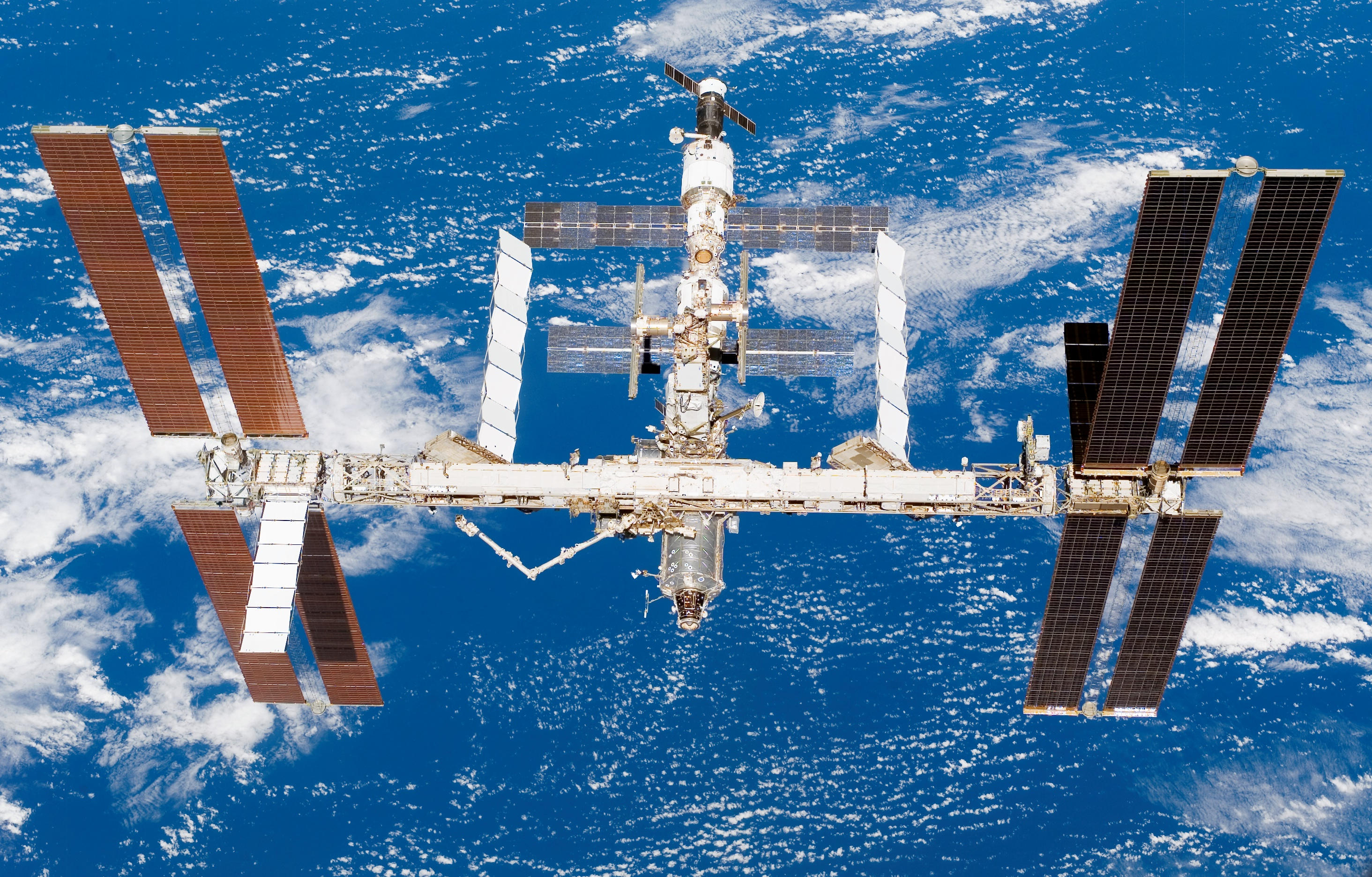
Az űrállomás az Endeavour fedélzetéről fényképezve röviddel a szétkapcsolódás után

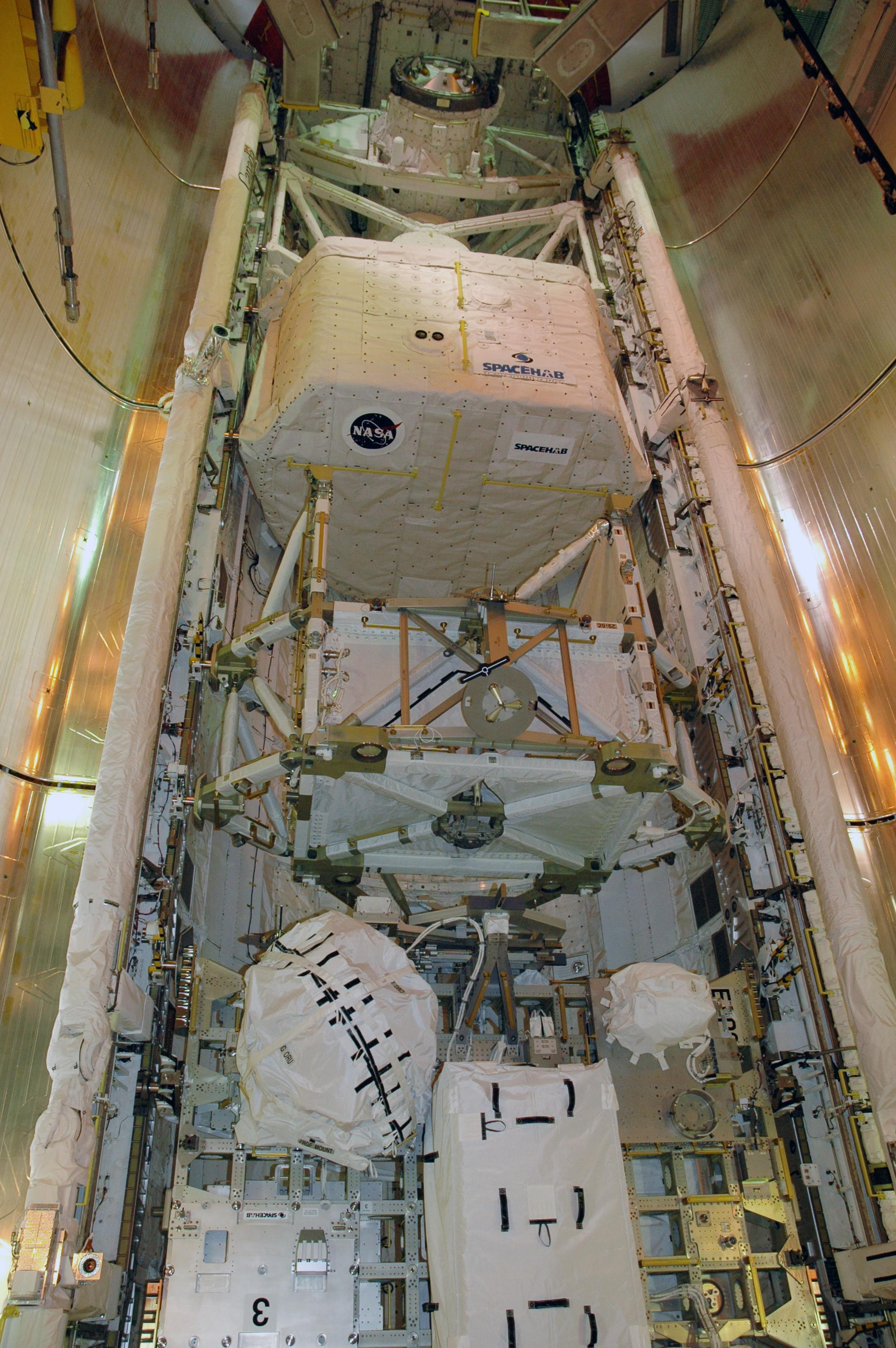
Az Endeavour rakománya: dokkolórendszer; SpaceHab modul; S5 rácselem; ESP–3 (balra az új giroszkóppal)

Az STS–118 az amerikai űrrepülőgép-program 119., az Endeavour űrrepülőgép 20. repülése. A küldetést az eredeti tervek szerint a Columbia végezte volna el (ez lett volna az űrsikló első útja a Nemzetközi Űrállomásra), azonban az STS–107 2003. február 1-jén bekövetkezett katasztrófája miatt a NASA a repülési tervek felülírására kényszerült.

## Jellemzői
A beépített kanadai Canadarm (RMS) manipulátor kart 50 méter kinyúlást biztosított (műholdak indítás/elfogása, külső munkák [kutatás, szerelések], hővédőpajzs külső ellenőrzése) a műszaki szolgálat teljesítéséhez. Az Orbiter Boom Sensor System (OBSS) rendszerrel újabb 15 méterrel meghosszabbították a manipulátor kinyúlási távolságát. Tracy Caldwell és Dafydd Williams rögzített videó- és digitális állóképeket és irányították az űrrepülőgép manipulátor karját.

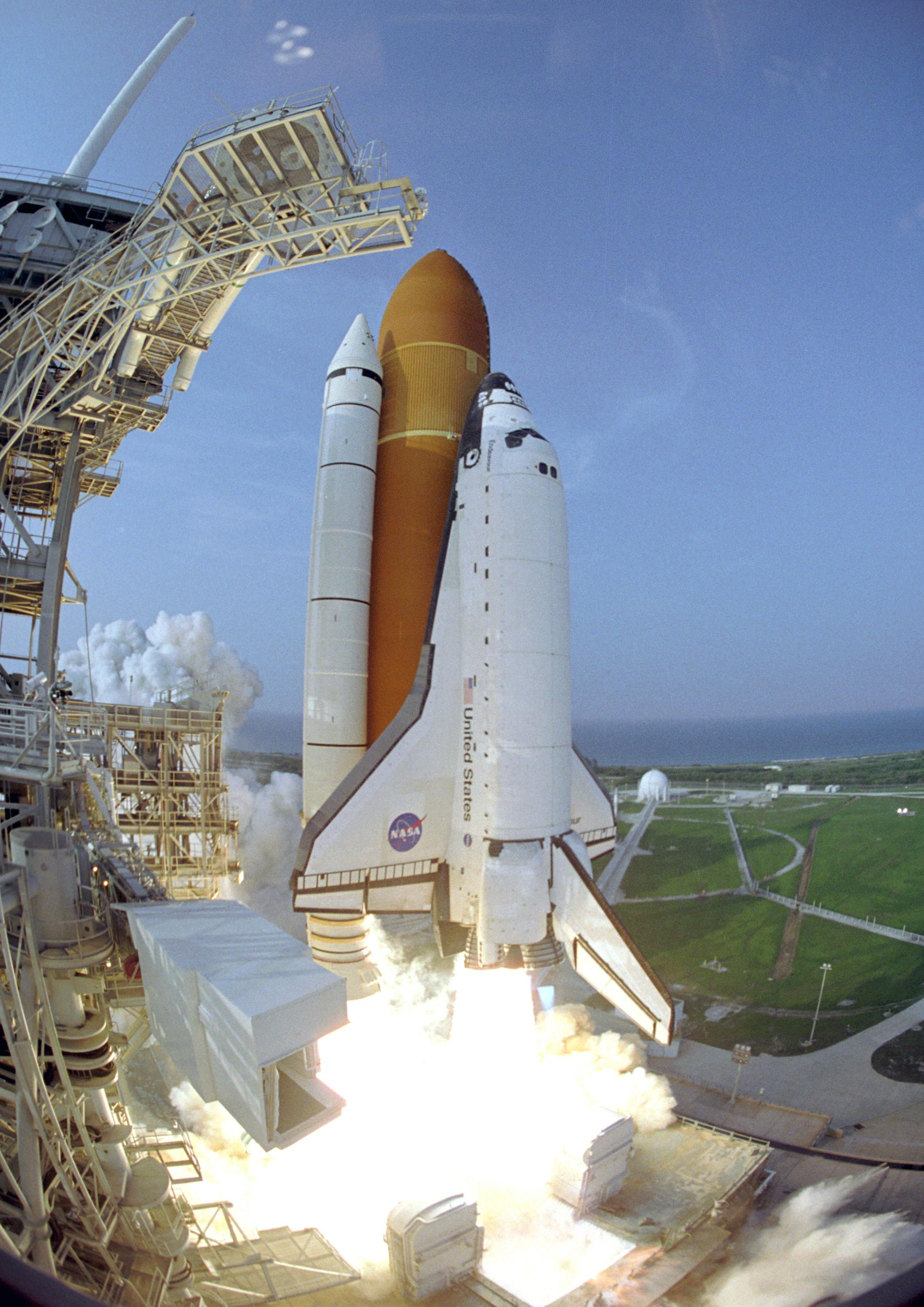
A STS–118 startja

## Első nap
A Nemzetközi Űrállomáshoz vezető 22. Space Shuttle misszió – mely egyben a 150. amerikai emberes űrutazás – startját az eredetileg tervezetthez képest két nappal el kellett halasztani a beszállóajtó megengedettnél nagyobb mértékű levegőszivárgása miatt.
2007. augusztus 8-án a szilárd hajtóanyagú gyorsítórakéták, Solid Rocket Booster(SRB) segítségével Floridából, a Cape Canaveral (KSC) Kennedy Űrközpontból, a LC39–A (LC–Launch Complex) jelű indítóállványról emelkedett a magasba. Az orbitális pályája 91,4 perces, 51,6 fokos hajlásszögű, elliptikus pálya perigeuma 335 kilométer, az apogeuma 347 kilométer volt. Felszálló tömeg indításkor 121 823 kilogramm, leszálló tömeg 100 878 kilogramm. Szállított hasznos teher 14 036 kilogramm.

## Hasznos teher
- Az S5 jelzésű napelemtartó rácselem elhelyezése és beüzemelése.
- Egy tartalék műszereket tároló külső platform (ESP–3) elhelyezése az űrsikló robotkarjának segítségével.
- 3 tonnányi eszközutánpótlás átszállítása a SpaceHab logisztikai modulból az űrállomásra.
- A Z1 modul egyik meghibásodott giroszkópjának cseréje.
- A Teacher In Space program keretén belül Barbara Morgan az amerikai középiskolások számára világűrből élőben közvetített három (3x15 perces) tanórát.

Az STS–107 katasztrófáját követően bevezették a mentő űrrepülőgép STS–3xx – (STS–322)/Szojuz űrhajó készenlétét. A mentő űrrepülőgép négy fővel indulva hozna vissza űrhajósokat, illetve a Szojuz űrhajó két fordulóval tudna az űrállomáson rekedt űrhajósokból állományt menteni. Az Endeavour biztonságos landolását lehetetlenné tevő sérülés vagy meghibásodás esetén a Discovery STS–322 jelű küldetése kísérelhette volna meg a legénység megmentését legkorábban 2007. szeptember 22-én. A Discovery négyfős legénysége az STS–120 küldetés tagjaiból állt volna.
A dokkolás megszűnésével az űrrepülőgép lassú sodródása következett, 450 méter távolságban indították a főmotorokat.

### Űrséták
Első űrséta (kutatás, szerelés) alkalmával az S5 jelzésű napelemtartó rácselemet kibontották, a Canadarm (RMS) manipulátor kar segítségével kiemelték az űrrepülőgép rakteréből, majd átadták a Canadarm2 manipulátor karnak, amely pozíciójába helyezte. Megkezdődött a rögzítési művelet. Második űrséta legfőbb feladata az űrállomás stabilitását biztosító hibás giroszkópok cseréje, valamint a tartalék alkatrészek tárolását biztosító ESP–3 platform (tároló- és önálló laboratóriumi egység) elhelyezése az űrállomás külső felületén. A harmadik űrsétán az P6 rácselemről leszerelték a régi, áthelyezték az új kommunikációs antennákat, korszerűsítve az információs rendszert, biztosítva a munkahelyeken történő szabad mozgást. Mastracchio szkafanderének bal kesztyűjének hüvelykujján egy apró szakadást vettek észre, így az űrsétát biztonsági okból idő előtt befejezték. Az asztronauta élete nem forgott veszélyben. A negyedik űrséta időtartamát is meg kellett rövidíteni két órával, hogy az Endeavour minél előbb el tudjon válni az űrállomástól. A sietséget a leszállást irányító houstoni irányítóközpont  környéke felé tartó Dennis hurrikán indokolta.
(zárójelben a dátum és az időtartam)
- EVA 1: Mastracchio és Williams (2007. augusztus 11., 6 óra 17 perc)
- EVA 2: Mastracchio és Williams (2007. augusztus 13., 6 óra 28 perc)
- EVA 3: Mastracchio és Anderson (2007. augusztus 15., 5 óra 28 perc)
- EVA 4: Williams és Anderson (2007. augusztus 18., 5 óra 2 perc)

## A hővédő pajzs sérülése

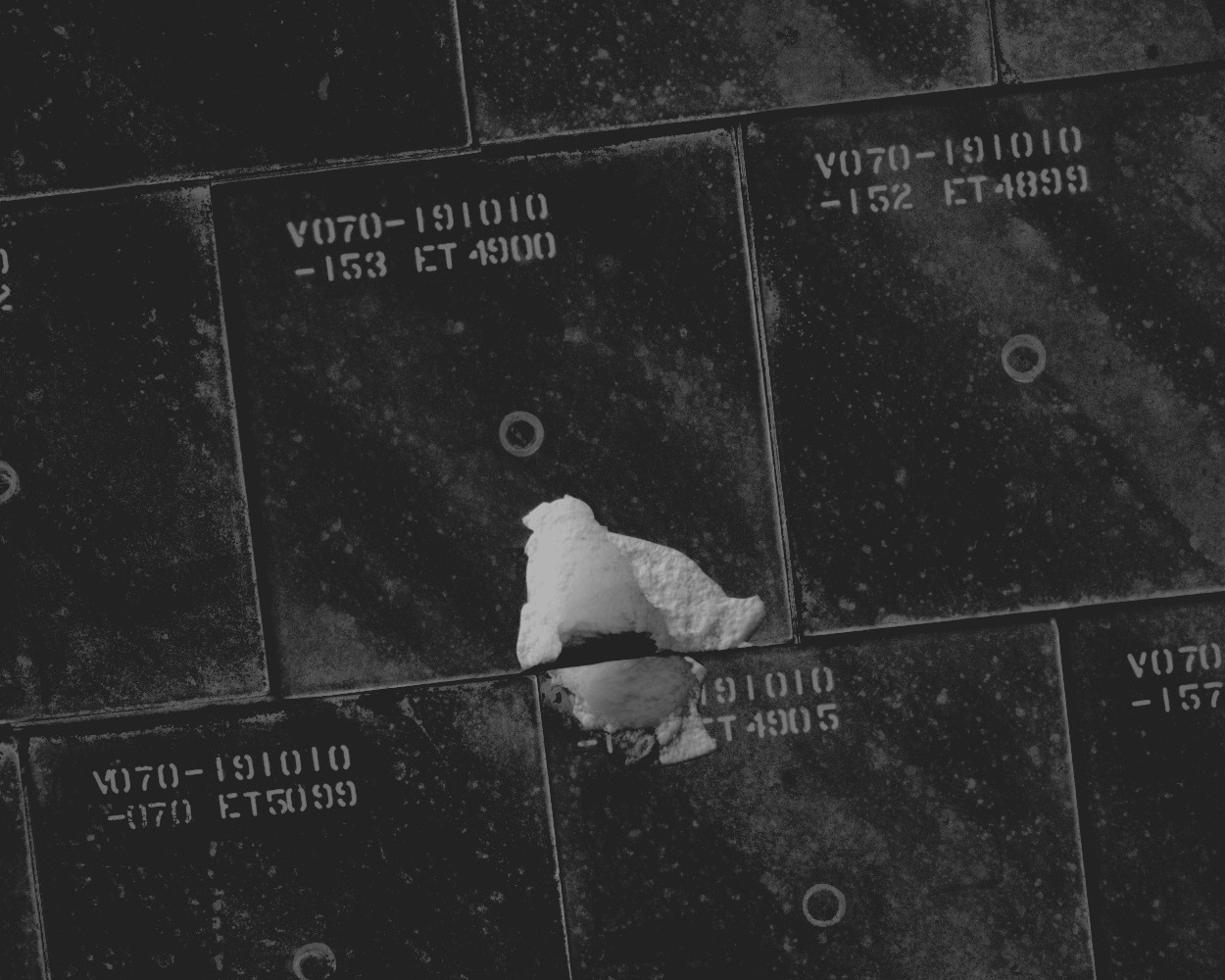
A hővédő pajzs sérült darabja

Az augusztus 8-i fellövés során megsérült az Endeavour hővédő pajzsa; egy leszakadó jégdarab nekicsapódott az űrsiklónak, egy körülbelül 5 centiméteres rést ütve a jobb oldali leszálló kerék ajtaja mögött.
A küldetés során tervezték a hőpajzs közelebbi vizsgálatát és javításának megkísérlését az utolsó űrséta során, azonban erre nem került sor, mivel a NASA szakemberei nem tartották veszélyes mértékűnek a keletkezett károkat.

## Tizenkettedik nap
2007. augusztus 21-én a Kennedy Űrközponton (AFB), kiinduló bázisán szállt le. Összesen 12 napot, 17 órát, 55 percet és 34 másodpercet töltött a világűrben. 8 489 253 kilométert (5 274 977 mérföldet) repült, 201 alkalommal kerülte meg a Földet.

## Személyzet
(zárójelben a repülések száma az STS–118 küldetéssel együtt)
Clayton Conrad Anderson, a Nemzetközi Űrállomás állandó személyzetének tagja eredetileg az Endeavour fedélzetén indult volna a világűrbe, azonban a küldetések három hónapos csúszása miatt az STS–117-tel repült, ezért helyére Alvin Drew került.
- Scott Joseph Kelly (2), parancsnok
- Charles Hobaugh (2), pilóta
- Tracy Caldwell Dyson (1), küldetésfelelős
- Richard Alan Mastracchio (2), küldetésfelelős
- Dafydd Rhys Williams (2), küldetésfelelős – Kanadai Űrügynökség (CSA)
- Barbara Morgan (1), küldetésfelelős
- Alvin Drew (1), küldetésfelelős

### Visszatérő személyzet
- Scott Joseph Kelly (2), parancsnok
- Charles Owen Hobaugh (2), pilóta
- Tracy Caldwell Dyson (1), küldetésfelelős
- Richard Alan Mastracchio (2), küldetésfelelős
- Dafydd Rhys Williams (2), küldetésfelelős (CSA)
- Barbara Radding Morgan (1), küldetésfelelős
- Benjamin Alvin Drew (1), küldetésfelelős

## Külső hivatkozások
- STS–118. spacefacts.de. (Hozzáférés: 2013. december 2.)
- STS–118. lib.cas.cz. [2013. október 13-i dátummal az eredetiből archiválva]. (Hozzáférés: 2013. december 2.)
- STS–118. astronautix.com. (Hozzáférés: 2013. december 2.)
- STS–118. nss.org. [2013. december 19-i dátummal az eredetiből archiválva]. (Hozzáférés: 2013. december 2.)